# Sadahiro Takahashi
Sadahiro Takahashi (高橋 貞洋, Takahashi Sadahiro, Saitama, 7 oktober 1959) is een Japans voormalig voetballer die als aanvaller speelde.

## Clubcarrière
In 1978 ging Takahashi naar de Kokushikan University, waar hij in het schoolteam voetbalde. Nadat hij in 1982 afstudeerde, ging Takahashi spelen voor Fujita Industries. In 6 jaar speelde hij er 47 competitiewedstrijden. Takahashi beëindigde zijn spelersloopbaan in 1988.

## Interlandcarrière
Takahashi speelde met het nationale elftal voor spelers onder de 20 jaar op het WK –20 van 1979 in Japan.